# 约翰·巴尔
约翰·E·巴尔（英語：John E. Barr，1918年8月18日—2002年7月1日），美国NBA联盟前职业篮球运动员。